# Perconia boeticaria
Perconia boeticaria är en fjärilsart som beskrevs av Otto Staudinger 1901. Perconia boeticaria ingår i släktet Perconia och familjen mätare. Inga underarter finns listade i Catalogue of Life.